# وارتیوهاریو
وارتیوهاریو (سوئدی:Botbyåsen، فنلاندی: Vartioharju) یک محله از منطقه اوسیما در جنوب شرقی هلسینکی مرکز فنلاند ‌است.